# قامقالیکول
قامقالیکول (به قزاقی: Қамқалыкөл، قامقالىكول}} یک دریاچه در قزاقستان است که در شهرستان معین‌قوم واقع شده‌است.